# Larry Chaney
Larry Chaney est un guitariste américain, originaire de Wichita, Kansas, et qui réside désormais à Wimberley ou à Dripping Springs, Texas. Il a travaillé pendant des années à Nashville, Tennessee où il a contribué à la réalisation de nombreux disques pour des artistes de Rock, de Country, de Folk, de R&B, de Funk, de Salsa, de Soul, de Rock psychédélique, de Rock progressif, de Bossa nova, et de Jazz. Les disques de Larry Chanay contiennent des chansons en anglais et en espagnol.
Il est surtout connu du public par la virtuosité des solos de Fender Stratocaster qu'il a développé, dans des genres musicaux différents pour accompagner plusieurs artistes renommés comme la chanteuse de R&B Tracy Nelson. Depuis 1995, il fait partie du groupe d'Edwin McCain avec lequel il a connu la gloire, grâce à la popularité, dans les classements, des chansons «I'll Be» en 1998 et «I Could Not Ask for More» en 2001. Il collabore à d'autres projets comme Grupo YaYa, le groupe de musique afro-cubaine de Manny Yanes.
Larry Chaney s'est intéressé, très tôt, aux propriétés du traitement du signal et de ses applications musicales. Il est surtout réputé pour avoir étendu le champ d'expression de la guitare électrique.

## Biographie
Larry Chaney est originaire de Wichita où il a étudié à la South High School. Il s'est installé à Nashville, Tennessee en 1975. Il a rejoint en 1987, le groupe Tone Patrol, et depuis 1995, travaille surtout avec le Edwin McCain Band.

### Profil musical
- Larry Chaney a enregistré des albums avec des musiciens de musique folk contemporaine comme David Wilcox, Lainie Marsh, David Mallett, et Buddy Mondlock.
- Il a accompagné en tournée des artistes de Musique country, notamment Steve Earle, Gail Davies, et Dan Seals.
- Il a joué sur scène avec Al Kooper, Steve Winwood, Dee Palmer (de Jethro Tull), Jimmy Webb, Charlie Musselwhite et Joe Walsh.
- Il a contribué à des albums de Rock avec Johnny Van Zant et Peter Wolf (J. Geils Band), ou de R&B avec Tracy Nelson, Felix Cavaliere, Pebble Daniels et Johnny Neel (Allman Brothers Band)[1].

## Discographie

### Albums
| Année | Titre       | Participants                | Classement | Label                |
| ----- | ----------- | --------------------------- | ---------- | -------------------- |
| 2006  | Dois Gemeos | Larry Chaney, Craig Shields |            | Jamb Kitchen Records |
| 2007  | Audio Taco  | Larry Chaney                |            | Jamb Kitchen Records |

## Reconnaissance professionnelle et trophées
- En 1997, Larry Chaney fut inclus dans le numéro spécial 30e anniversaire du journal Guitar Player Magazine dans la liste des guitaristes, parmi lesquels ont trouvait Buckethead, Junior Brown, Bill Frisell, et Neil Young dont le journal avait établi le profil[1].